# An American Werewolf in Paris
An American Werewolf in Paris is een horrorkomedie uit 1997, geregisseerd door Anthony Waller.

## Verhaal
Andy McDermott is samen met zijn vrienden Brad en Chris op een toeristisch bezoek aan Parijs. Ze bezoeken de nachtclub "Club de la Lune" die eigendom is van Claude, leider van een groep weerwolven. De club is bedoeld om toeristen te lokken die dan gedood worden. Een vriendin Sérafine, komt hen waarschuwen en verandert daarna zelf in een weerwolf. Chris kan ontsnappen maar Brad wordt gedood en zijn hart opgegeten door een weerwolf en ook Andy wordt gebeten. Wanneer Andy de volgende dag ontwaakt bij Sérafine, vertelt ze dat hij in een weerwolf veranderd is. Claude en zijn groep willen dat Andy zich bij hen aansluit maar daarvoor moet hij eerst Chris doden. Brad's geest blijft hem achtervolgen en zal enkel rust vinden wanneer de weerwolf die zijn hart opat gedood wordt. Andy kan terug normaal worden als hij op zijn beurt het hart opeet van de weerwolf die hem gebeten heeft.

## Rolverdeling
| Acteur            | Personage         |
| ----------------- | ----------------- |
| Tom Everett Scott | Andy McDermott    |
| Julie Delpy       | Sérafine Pigot    |
| Vince Vieluf      | Brad              |
| Phil Buckman      | Chris             |
| Julie Bowen       | Amy Finch         |
| Pierre Cosso      | Claude            |
| Thierry Lhermitte | Dr. Thierry Pigot |
| Tom Novembre      | Inspecteur LeDuc  |